# Hockey Eastern Ontario
Hockey Eastern Ontario, tidigare Ottawa District Hockey Association, är ett kanadensiskt delregionalt ishockeyförbund som ansvarar för all ishockeyverksamhet på amatörnivå i den kanadensiska provinsen Ontario:s östra del.
De hade 34 954 registrerade (28 970 spelare, 4 671 tränare och 1 313 domare) hos sig för säsongen 2017–2018.
Hockey Eastern Ontario är medlem i det nationella ishockeyförbundet Hockey Canada.

## Ligor

### Aktiva
Följande ligor är sanktionerade av Hockey Eastern Ontario:
- Central Canada Hockey League (CCHL)
- Eastern Ontario Junior Hockey League (EOJHL)
- National Capital Junior Hockey League (NCJHL)